# Didemnum effusium
Didemnum effusium är en sjöpungsart som beskrevs av Kott 200. Didemnum effusium ingår i släktet Didemnum och familjen Didemnidae. Inga underarter finns listade i Catalogue of Life.